# Kloster Barthe
Kloster Barthe war ein dem heiligen Nikolaus geweihtes Kloster der Prämonstratenser bei Hesel in Ostfriesland. Es wurde zwischen 1170 und 1184 als Nonnenkloster errichtet und war die erste Niederlassung des Ordens in Ostfriesland. In den Jahrhunderten seines Bestehens erwarb das Kloster weite Ländereien, die zum Großteil aus Ödland bestanden. Diese wurden anschließend mühsam kultiviert. Nach der Reformation löste sich der Konvent bis Anfang des 17. Jahrhunderts allmählich auf.
Barthe war im Gegensatz zum Zisterzienser-Kloster Ihlow ein eher durchschnittlicher ostfriesischer Konvent, weshalb es neben Ihlow am intensivsten erforscht wurde. In den Jahren von 1988 bis 1992 fanden Ausgrabungen am Kloster Barthe statt, welche die Grundrisse einzelner Gebäude zu Tage förderten.

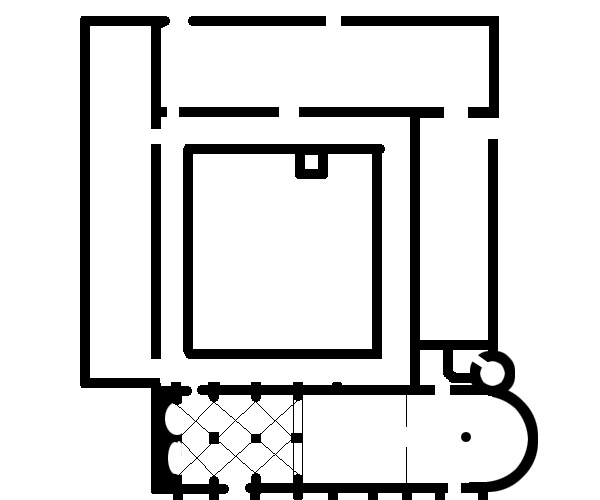
Rekonstruierter Grundriss.

## Geschichte

### Von der Gründung bis zur Reformation
Eine Gründungsurkunde ist für Barthe nicht überliefert. Nach dem derzeitigen Forschungsstand wurde das Kloster zwischen 1170 und 1184 von Prämonstratensern als Tochterkloster der Prämonstratenser-Doppelabtei in Dokkum gegründet. Damit ist Barthe die älteste Niederlassung des Ordens in Ostfriesland. Möglicherweise trug der Versuch der eng mit dem Kloster Steinfeld (dem Mutterkloster von Dokkum) verbundenen Familie von Are, Machtpositionen im ostfriesisch-groningischen Küstenbereich zu erlangen, entscheidend zur Gründung als bischöfliches Eigenkloster bei. Der Name geht wahrscheinlich auf eine im 10. Jahrhundert genannte Siedlung Birgithi zurück, deren Standort bei den Ausgrabungen bisher nicht lokalisiert werden konnte.
Die ersten Bewohner kamen vermutlich aus Gebieten östlich der Ems nach Ostfriesland. Die Prämonstratenser errichteten Barthe auf einem Geestplateau am östlichen Rand einer moorigen Niederung, welche es von der seit dem frühen 9. Jahrhundert bestehenden Siedlung Hesel trennte. Dort gab es möglicherweise Landbesitz des Klosters Werden, der über den Bischof von Münster an die Prämonstratenser gelangte. Vermutlich haben die bessere Wasserversorgung und günstigen Windbedingungen die Wahl des Siedlungsplatzes beeinflusst. Einen weiter im Osten gelegenen Standort, an dem das Gelände auf überflutungssichere Höhen von bis zu 16 m anstieg, schlugen die Prämonstratenser aus.
Von Beginn an scheint der Konvent ein Frauenkloster gewesen zu sein. Wie die anderen Klöster des Ordens wurde es von einem Propst und einer Priorin geleitet. Aus den wenigen erhaltenen Urkunden geht nichts über Größe, Bedeutung als spirituelles Zentrum, Rechtsstellung in der Landesgemeinde oder das Wirken des Klosters in seinem Umfeld hervor.
Im Jahr 1287 zählte Barthe angeblich 40 Bewohner. Die später von Ubbo Emmius angegebene Zahl von 140 Konventualen geht wahrscheinlich auf einen Lesefehler zurück. 1564 werden noch 24 Schwestern namentlich aufgeführt. Insgesamt dürfte der Konvent damit etwa 50 Personen umfasst haben. Die in der Liste aufgeführten Insassen kamen zum Großteil aus der näheren Umgebung, so dass Barthe als ostfriesisches Bauernkloster klassifiziert wird. Von den Bewohnern scheint der Propst Johannes von Buiren um 1500 eine herausragende Bedeutung besessen zu haben, da er als Visitator der friesischen Zirkarie eingesetzt wurde.

### Säkularisation
Im Zuge der Reformation starb der Konvent allmählich aus. Möglicherweise war Barthe im Jahre 1529 vom Raubzug des Grafen Enno II. betroffen, der sich 1529 sämtliche Vasa sacra, also silberne und vergoldete Kelche, Patenen, Monstranzen, Abendmahlskannen und weitere wertvolle Gegenstände aus sämtlichen ostfriesischen Klöstern aushändigen ließ und diese anschließend verkaufte. Von der Barther Ausstattung blieben 60 silbervergoldete Schmuckstücke erhalten. Sie waren Bestandteile des ehemaligen Kirchen- und Gewandschmuckes und wurden offenbar während der Plünderung hastig in der Sakristei vergraben. Auch das Archiv ging verloren. Möglicherweise fiel es dem Raubzug Ennos II. im Jahr 1529 zum Opfer. Denkbar ist auch, dass es bei dem Brand der Kirche und eines Teiles der Klostergebäude 1558 oder 1560 zerstört oder aber teilweise 1563 in die Niederlande entführt wurde. Spätestens 1533 eignete sich Enno II. zudem den Grundbesitz des Klosters an und stationierte in den folgenden Jahren einen Jäger in Barthe. Trotzdem blieb die Klostergemeinschaft bestehen, verstärkte sich durch Novizinnen aus den noch katholischen Niederlanden und erhielt noch einen neuen Propst. Einen Neffen dieses Propstes setzten die ostfriesischen Grafen 1563 als Verwalter der nun als Domäne betrachteten Klostergüter ein und verwandelten den Konvent damit in ein weltliches Frauenstift. Dieses wurde an die benachbarte Kirchengemeinde Hesel angeschlossen. Drei aus dem Groningerland stammende Nonnen siedelten deshalb auf Ansinnen des dortigen Propstes 1563 ins Kloster Maria Gratia zu Schildwolde im benachbarten Groningerland um. Andere Klosterinsassen verweigerten sich diesem Schritt mit der Begründung, in Barthe nach wie vor ungehindert ihrem katholischen Glauben nachgehen zu können. Möglicherweise wollte der Propst mit der Aufnahme der Nonnen und damit der Rechtsansprüche auf Barthe dem Ausverkauf der Besitzungen im Groningerland entgegenwirken. 1587 erhielt Schildwolde dann die Rechtstitel auf die Groninger Besitztümer Barthes.
In Barthe werden Ordensschwestern letztmals 1597 erwähnt. Der Pastor der Heseler Kirchengemeinde hielt aber bis mindestens 1601 den Kirchendienst in der dortigen Kirche aufrecht. Bekannt ist zudem, dass von 1597 bis 1602 zwei Präbendare lebten, die ab 1617 auf Kosten der Domänenverwaltung im Armenhaus von Leer untergebracht wurden.

### Weitere Nutzung
Ab 1604 wurde das Klostergut zum ersten Mal getrennt von Oldehave verpachtet und im weiteren Verlauf des 17. Jahrhunderts der Besitz auf zwei Pachthöfe einschließlich Oldehave aufgeteilt. Die Pächter betrieben Schafhaltung und Roggenanbau. Die umliegenden Heideflächen nutzten sie zur Plaggengewinnung. Dies führte zu einer verstärkten Bodenerosion der ungeschützt offen liegenden Sandböden. Landwirtschaftliche Kulturflächen wurden immer mehr von Sand überweht. Vor allem östlich des Klostergeländes lagerte sich der Sand ab. Auf dem Areal selbst entstand so der so genannte Nunnenbarg, der Nonnenhügel. Schließlich wurde der Pachthof aufgegeben und die Restgebäude um 1765 völlig abgerissen. Südlich der heutigen Straße von Hesel nach Remels wurde ein neues Domänengebäude errichtet. Dieses Gebäude wurde 1774 bereits wieder durch einen Brand zerstört und im gleichen Jahre als Bummert wieder aufgebaut.
Die Stelle des alten Klosterplatzes wurde 1771 mit einer Fläche von 12 ha neu in Erbpacht vergeben. 1859 wurden diese Fläche vom Staat zurückgekauft, um das hier errichtete Gebäude abzureißen und die Fläche in den mittlerweile entstandenen Staatsforst zu integrieren. Die Domäne Kloster Barthe war mittlerweile landwirtschaftliches Versuchsgut geworden und ist schließlich 1875 niedergelegt worden. Das frühere Gutsgebäude wurde zum Forsthaus des hier ansässigen Revierförsters. Die Verwehungen konnten erst im 19. Jahrhundert durch umfangreiche Aufforstungen gestoppt werden. Maßgeblich dafür verantwortlich war die Familie Lantzius-Beninga, welche die ehemaligen Klostergüter auf dem Gebiet der heutigen Samtgemeinde Hesel zum Ausgangspunkt der systematischen Forstkultur in Ostfriesland gemacht hat.

### Archäologische Wiederentdeckung

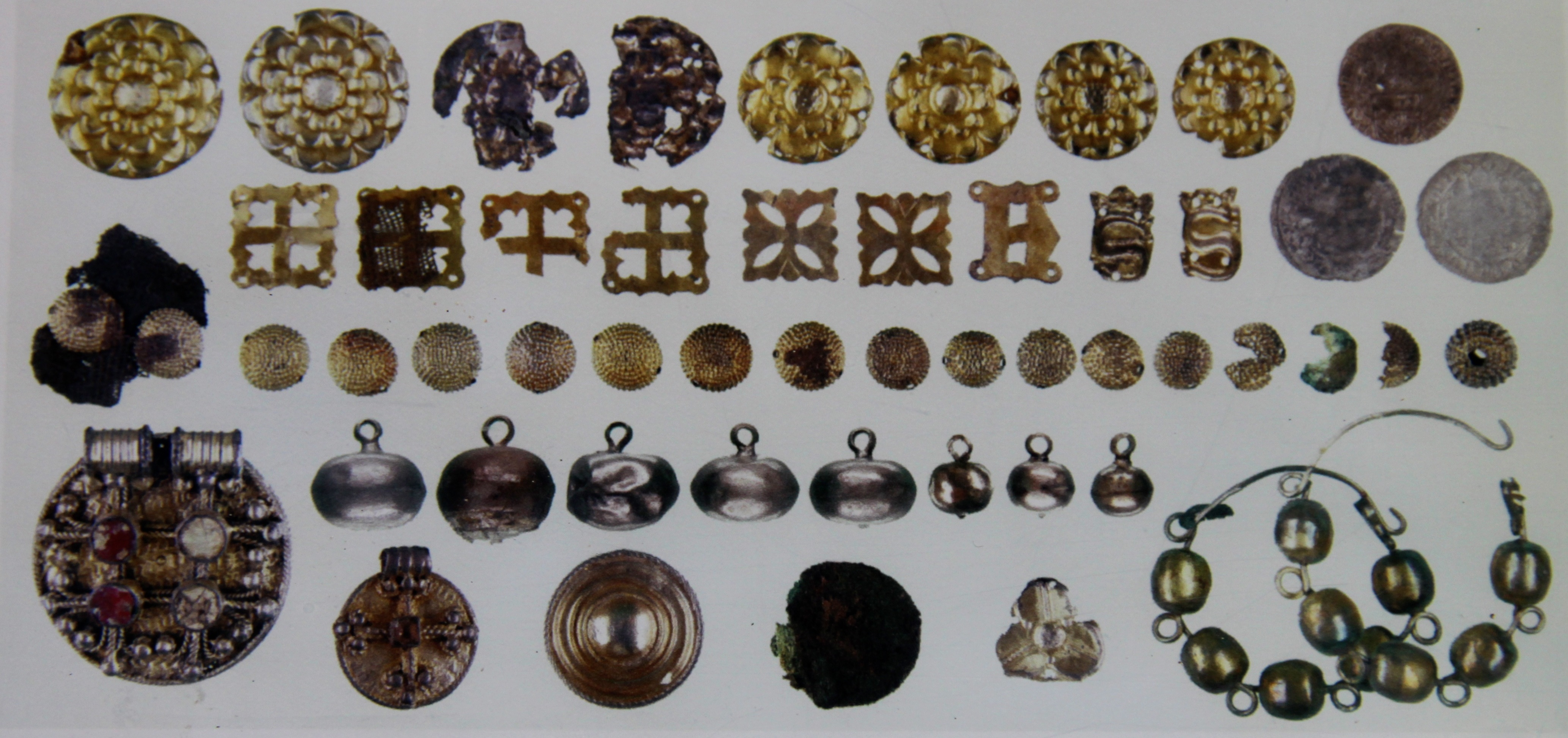
Bei Ausgrabungen entdeckte Schmuckstücke.

Vom Kloster finden sich heute keine aufgehenden Gebäudereste mehr. Auch Urkunden, Verträge, Bild- und Schriftquellen gingen im Zuge der Säkularisation weitgehend verloren. In den 1990er Jahren haben auf dem Gebiet des ehemaligen Klosters intensive archäologische Grabungen stattgefunden, bei denen ein mehr als 45.000 Stücke umfassender Keramikfundus sowie wirtschaftliche Einrichtungen, Öfen und Wasserleitungen entdeckt wurden. Durch die Ausgrabungen konnten mehrere Bauphasen nachgewiesen werden. Sowohl für die Klausur als auch für die Kirche wurden zunächst hölzerne Vorgängerbauten errichtet. Mauerzüge konnten hingegen nicht durch Grabungen ermittelt werden. Der Grundriss ließ sich nur durch Fundamentgräben nachvollziehen. Diese waren 2,3 m breit und wiesen eine Tiefe von 1 m auf. Um den Gebäuden die nötige Standfestigkeit zu bieten, waren sie mit Sand aufgefüllt und anschließend verdichtet worden.
Im Inneren der Kirche befanden sich nur wenige Bestattungen, darunter drei mit Backsteinen ausgekleidete Grabgruben. Auf dem ehemaligen Friedhof des Klosters wurden die sterblichen Überreste von fast 360 menschlichen Individuen erfasst. Bei den hier Bestatteten waren 60 % männlichen Geschlechts, obwohl das Kloster durch Nachweis einer Westempore eindeutig als Frauenstift identifiziert wurde. Besondere Areale, in denen etwa nur Frauen beerdigt wurden, konnten nicht ausgemacht werden. Nach dem derzeitigen Forschungsstand wurden alle Klosterangehörigen, also auch die Bediensteten, gleichberechtigt auf dem Areal bestattet. 7,5 % Verstorbenen waren zum Zeitpunkt ihres Todes weniger als 20 Jahre, 42 % zwischen 20 und 40 Jahren und 41 % zwischen 40 und 60 Jahren alt. Nur 9,5 % der untersuchten Individuen erreichten ein Alter von mehr als 60 Jahren. Daraus ergab sich eine durchschnittliche Lebenserwartung von 36,8 Jahren für die hier bestatteten Frauen und 45,2 Jahren für Männer. Todesursache waren hauptsächlich Infektionskrankheiten infolge von Mangelernährung. So ergaben die Untersuchungen der Leichname der Frauen zwischen 20 und 40 Jahren als Befund häufig Mittelohrentzündungen, die tödliche Hirnhautentzündungen auslösen konnten.

### Heutiger Zustand

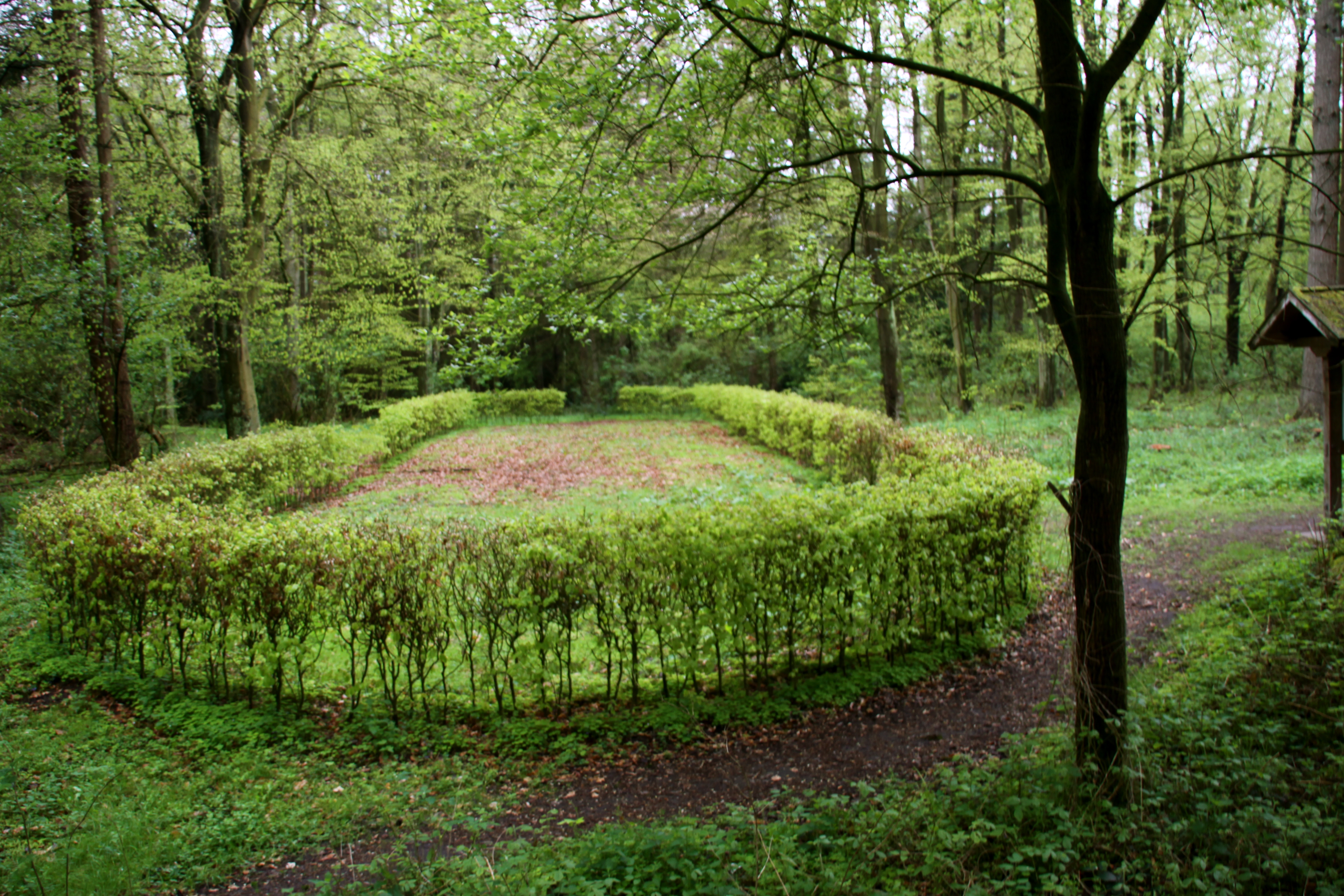
Durch eine Heckenanpflanzung angedeuteter Grundriss der Klosterkirche.

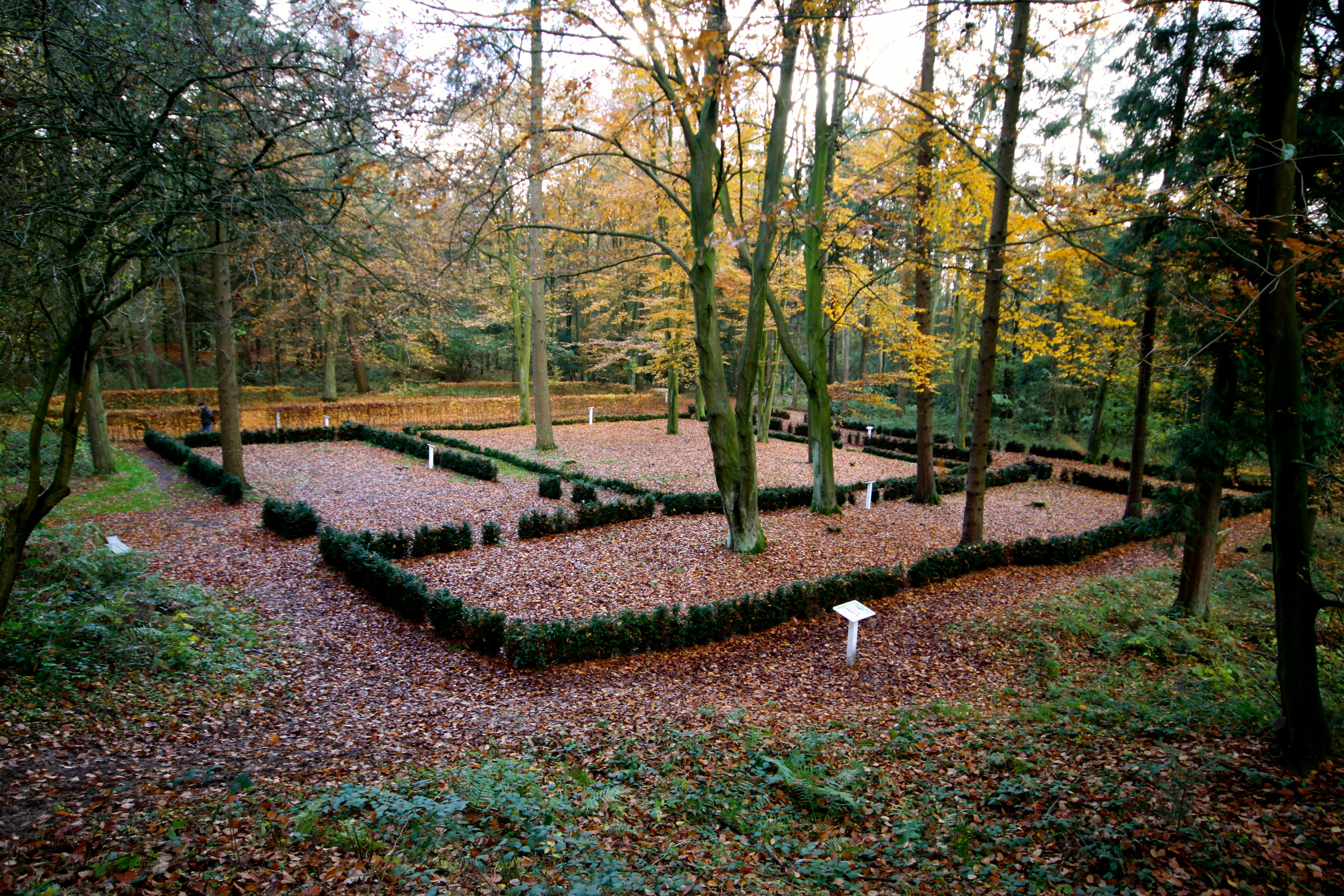
Der Grundriss der Konventsgebäude.

Das Gebiet des ehemaligen Klosters ist heute Staatsforst und mit etwa 600 ha eines der größten zusammenhängenden Forstgebiete in Ostfriesland. Die nach dem Kloster benannte Revierförsterei ist die größte in Ostfriesland. Sie umfasst den Heseler Wald, Oldehave in Firrel, Stikelkamp und den Ihlower Forst.
Die Klosterwüstung ist etwas mehr als 2 Hektar groß und überwiegend mit dichtem Wald bestanden. Im Norden, Osten und Süden umgeben bewachsene Sandwälle das Areal. Aus diesen ragt in der Nordost-Ecke der etwa 10 Meter hohe sogenannte „Nunnenbarg“ (Nonnenhügel) heraus. An der Westseite des ehemaligen Klosterhofes blieb der etwa 10 Meter breite und 4 Meter tiefe Wallgraben etwa zur Hälfte erhalten. Im Jahre 2012 ließ die Gemeinde Hesel den Grundriss der ehemaligen Klostergebäude mit Heckenpflanzungen sichtbar machen. Tafeln informieren über die Funktion der Gebäude.
In der „Villa Popken“ in Hesel werden die Ergebnisse der großflächigen Ausgrabungen in und um Hesel ausgestellt. Im Mittelpunkt stehen dabei die Grabungen am ehemaligen Kloster Barthe. Namentlich erinnert in der Samtgemeinde Hesel zudem die Oberschule an die Prämonstratenserniederlassung. Sie trägt seit 1970 den Namen Schule Kloster Barthe.

## Wirtschaftstätigkeit
Barthe war eines der vielen wirtschaftlich eher unbedeutenden Frauenkonvente in Ostfriesland. Basis der Wirtschaftstätigkeit war der Grundbesitz des Klosters. Diese Ländereien lagen auf dem Gebiet der heutigen Gemeinden Hesel, Firrel und Schwerinsdorf. Das Kloster besaß ein Vorwerk im wenige Kilometer nördlich gelegenen Oldehave und ein weiteres im Woltzeter Hammrich, das aber schon im 15. Jahrhundert an die Häuptlinge von Loquard und Rysum veräußert wurde. 1508 erwarb das Kloster noch 250 ha Land zu Eelwerd bei Opwierde in der Provinz Groningen, dazu weitere Ländereien in benachbarten Kirchspielen.
Das Kloster befand sich im Zentrum eines in sich geschlossenen Besitzes, der innerhalb Ostfrieslands die vergleichsweise ungünstigsten wirtschaftlichen Voraussetzungen bot, da ein Großteil aus Moor- und Heideflächen bestand. Dies ist vermutlich damit zu erklären, dass die hochmittelalterliche Binnenkolonisation Ostfrieslands bereits ihrem Höhepunkt entgegenstrebte, als die ersten Orden in die Region kamen. In der Erschließung der übriggebliebenen Ödgebiete führten die Klöster diese Kolonisation zu ihrer größten und letzten Entfaltung. Der Barther Besitz gliederte sich in drei Kernbereiche: den ehemaligen Klosterplatz, den nördlich davon gelegenen Wirtschaftshof in Oldehave sowie die südlich in einiger Entfernung liegende Gaste. Diese Bereiche sind heute alle mit Wald bedeckt. Zu Zeiten der Klostergründung und während seines Bestehens war der Boden wesentlich nasser als heute und war für den Ackerbau nicht geeignet. Der Historiker Paul Weßels sieht in den Ländereien des Klosters einen Grenzertragsstandort, „dessen Nutzung zuletzt in Angriff genommen wurde und der bei schlechter Konjunktur zuerst wieder aufgegeben wird.“ Lediglich in unmittelbarer Nähe der Gebäude war Ackerbau in bescheidenem Maße möglich. Die Fläche war jedoch so klein, dass dort wohl nur Platz für kleine Gärten und die Unterbringung des Viehs in Hürden zur Verfügung stand. Etwas bessere Voraussetzungen bestanden am Vorwerk in Oldehave. Dort lagen Meeden, hochliegendes Ackerland und Weiden in unmittelbarer Nähe zueinander.

## Baugeschichte
Unmittelbar nach Gründung des Klosters begannen die Ordensleute zunächst damit, die wichtigsten Gebäude, die für das Klosterleben nötig waren, also Gebetsraum (Oratorium), Küche und Speisesaal (Refektorium) sowie einen Schlafsaal (Dormitorium) in barackenartigen Gebäuden aus Holz zu errichten. Sie hatten ein Dach aus Stroh oder Reet.
Die erste Holzkirche des Klosters hatte eine Größe von 21 × 7 m. Von ihr wurden Reste einer Schwellbalkenkonstruktion auf Reihen von Unterlegsteinen gefunden, die punktuell durch Pfosten verankert war. Durch eine Radiokohlenstoffdatierung von im Boden erhaltenen Brandresten wird ihre Zerstörung durch einen Brand auf die Zeit zwischen 1175 und 1280 datiert. Anschließend erfolgte ein Neubau aus Holz. Um die Mitte des 13. Jahrhunderts begann die Errichtung von Backsteinbauten in Barthe. Die dafür notwendigen Rohstoffe wie Lehm wurden östlich des Klosters in dem erhöhten Geestgelände gewonnen, worauf tiefe Abbauspuren im Gelände hinweisen. Zunächst wurde die Kirche errichtet. Die einschiffige Kirche war ein langgestreckter spätromanischer Backsteinbau mit halbrundem Chor- oder Apsidialschluss. Sie hatte Innenmaße von 32,30 × 7,50 m. Die Kirche war mit einer Nonnenempore ausgestattet, welche durch drei Fundamentgruben nachgewiesen werden konnte. Dieser Einbau, oftmals reich mit Malereien verziert, ist der Beleg dafür, dass es sich um ein Frauenkloster gehandelt hat. Dieser Bereich der Kirche konnte über einen separaten Eingang erreicht werden und schaffte im Langhaus Raum, der von Laien zum Besuch von Gottesdiensten genutzt werden konnte, ohne die Klausur der Nonnen zu stören.
Nördlich der Kirche schloss sich die Klausur als dreiflügeliger Bau an. Dort befanden sich die Wohn- und Wirtschaftsgebäude, die im Laufe der Zeit mehrfach um- und ausgebaut wurden. Dabei lassen sich im Ergebnis der Ausgrabungen bis 1350 mindestens drei Hauptbauphasen belegen. Ältester Gebäudeteil ist der Nordflügel, dessen Bau nach Fertigstellung der Kirche begann. Nach einem Brand wurde er in veränderter Form wieder aufgebaut und erst danach durch einen Westtrakt mit der Nordwestecke der Kirche verbunden. Der Osttrakt konnte noch nicht eindeutig identifiziert werden. Dort ergruben Archäologen zwei parallel zueinander verlaufende Gebäudefluchten, die als Standort in Betracht kommen. Nach dem Ergebnis der Grabungen wurde das östliche Gebäude vermutlich für wirtschaftliche Zwecke genutzt. Darauf deuten die Relikte eines großen Ofens sowie eines Vorratsbehälters hin. Beim westlichen Gebäude ist die Nutzung schwieriger zu bestimmen. Die Reste dieses Gebäudes wurden durch die Anlage eines neuzeitlichen Kellers zerstört. Ein größerer Fund von Münzen und Schmuck (Schatzfund vom Kloster Barthe) könnte als einzig verbliebener Hinweis auf ein schon vorher hier bestehendes Gebäude gewertet werden.
In der letzten Ausbaustufe hatte das Klostergelände eine Größe von 150 × 150 m. Im Zentrum der Klausur umgab der Kreuzgang einen Innenhof von etwa 20 × 20 Metern Größe. An dessen Nordseite bestand wahrscheinlich ein Lavatorium, das den Klosterbewohnern zur liturgischen Reinigung diente. Bei den Ausgrabungen entdeckten die Archäologen eine aus aufeinandergelegten Dachziegeln bestehende, neun Meter lange Wasserleitung, die zur Entwässerung des Lavatoriums und der Abführung des Oberflächenwassers aus dem Innenhof diente.
Nach der Reformation bestand Barthe zunächst als Stift unter gräflicher Verwaltung weiter. Zu dieser Zeit verursachten zwei Brände 1558 und 1560 schwere Schäden und zerstörten große Teile des Klosters. Die Kirche wurde ohne Kreuzgang und Nonnenempore nach dem Vorbild einer protestantischen, allgemein zugänglichen Kirche wieder aufgebaut und mit einem neuen Zugang im Westen versehen. Zu Beginn des 17. Jahrhunderts befanden sich die Gebäude in einem schlechten Zustand. Bei der Reparatur der Heseler Kirche griff man auf Steine aus der ehemaligen Barther Klosterkirche zurück. Sie soll aber noch bis 1680 existiert haben. Teile anderer Gebäude – darunter ein sogenanntes Wohnhaus – waren bis 1767 noch erhalten. Sie mussten schließlich aufgrund der Sandverwehungen aufgegeben werden. Im Jahre 1735 wurde am südlichen Waldrand ein herrschaftliches Jagdhaus errichtet.

## Kunsthistorische Besonderheiten

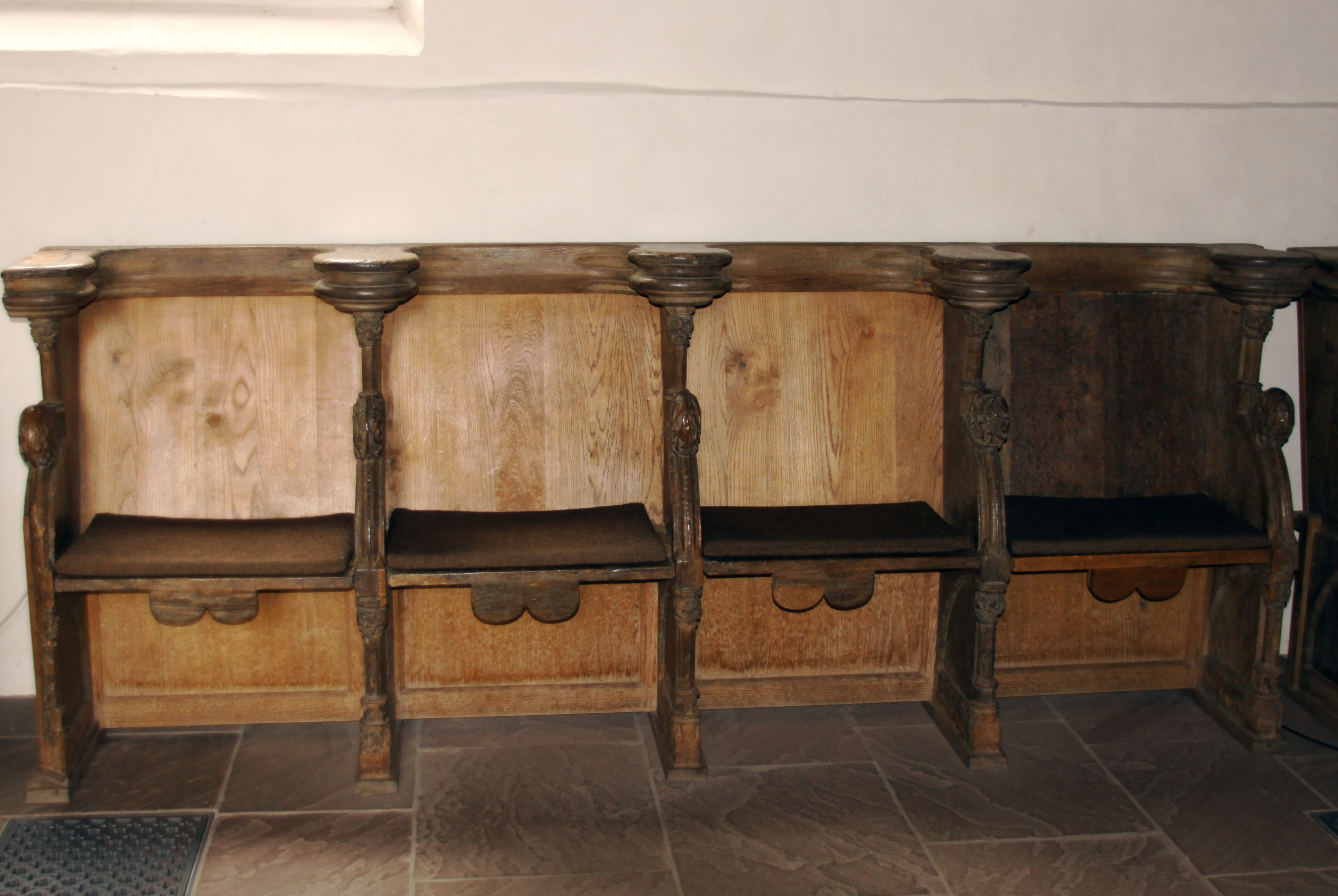
Chorgestühl aus dem Kloster Barthe in der Kirche von Nortmoor.

### Chorgestühl
In der Kirche von Nortmoor befinden sich Teile eines mittelalterlichen Chorgestühls mit Schnitzwerk, die möglicherweise aus dem Kloster Barthe stammen. Dabei handelt es sich um zwei Sitze mit Fabeltieren auf den Wangen und unter den Miserikordien.

### DieSchatzfunde vom Kloster Barthe
Im Jahre 1838 wurden bei Erdarbeiten 752 Sceattas (frühmittelalterliche Münzsorte) entdeckt. Es handelt sich hierbei um den größten frühmittelalterlichen Münzfund in Niedersachsen. Sie befinden sich im Ostfriesischen Landesmuseum in Emden.
Im Zuge der Ausgrabungen entdeckten Archäologen unter dem Boden der Sakristei ein mit einem Wollfaden zugebundenes Säckchen. Es enthielt mehr als 60 silbervergoldete Schmuckstücke aus dem 14. Jahrhundert, die zu klösterlichen Zeiten wohl Bestandteile des ehemaligen Gewand- und Kirchenschmuckes waren. Zum Großteil handelt es sich dabei um Zierknöpfe und -plättchen. Daneben fanden sich zwei aufwändig gearbeitete Fibeln und zwei Kugelgehänge, die jeweils aus fünf vergoldeten Silberkugeln bestanden, die auf einen Draht gezogen waren. Diese werden nicht als Ohrringe, sondern als Schmuck für einen Kopfputz gedeutet und einer Werkstatt aus Groß-Sander zugeordnet.
Wahrscheinlich vergruben die Insassen von Barthe das Säckchen während der Plünderung des Klosters im Jahre 1529 in aller Eile.